# خرق (خراسان الشمالية)
خرق هي مستوطنة تقع في منطقة سانجار الريفية في إيران. يقدر عدد سكانها بـ 1,110 نسمة .